# Mamestra clausa
Mamestra clausa là một loài bướm đêm trong họ Noctuidae.